# Música por computadora en red
La música por computadora en red (en inglés Network Music o Networked Music) es una práctica musical colaborativa dentro del campo de la música por computadora donde, a través de una interconexión entre las computadoras de los miembros de un ensamble, banda u orquesta de laptops se establece una dinámica de creación musical colectiva, sea ésta a partir de improvisación, composición algorítmica o estrategias de interacción en red. Esta práctica está basada en la tecnología de red de computadoras y a su vez en una condición social que surge del trabajo en grupo.
La interdependencia es una característica de la música en red, ésta consiste en que los cambios de los parámetros en las variables de la programación de uno de los miembros del ensamble modificará alguno del los parámetros de otro miembro creándose una interacción a partir de los datos que cada participante genera. Otras características son la sincronía, la transmisión y el intercambio de datos.
Actualmente la comunicación entre computadoras se realiza al conectarse a una red de computadoras local, ya sea con la ayuda de un router o a través de Internet. Generalmente se utiliza el protocolo OSC para la transmisión de flujos de datos que se establecen entre las computadoras del ensamble, junto al protocolo TCP/IP.

## Historia

### Pioneros
A mediados de los años 70 se formó The League of Automatic Muisc Composers, una de las primeras bandas en trabajar alrededor de la red como concepto de composición musical. Establecida en el Área de la Bahía de San Francisco, esta banda estuvo formada por Jim Horton, John Bischoff, David Behrman, Rich Gold y Tim Perkins, quienes comenzaron a experimentar con la interconexión de microcomputadoras KIM-1.
Posteriormente, en 1986, después del Festival “The Network Muse – Automatic Music Band Festival”, se formó The Hub, sus primeros miembros fueron John Bischoff y Tim Perkins a quienes se unieron Mark Trayle, Chris brown, Scot Greshman-Lancaster y Phil Stone.

### Música por computadora en red en el mundo
Slub es una banda de  algorave del Reino Unido formada en 2000 por Alex McLean, Adrian Ward y posteriormente Dave Griffiths, quienes programan algoritmos bailables mediante el uso de programas hechos por ellos mismos.
En Alemania PowerBooks UnPlugged se formó alrededor de 2006 por Julian Rohrhuber, Alberto de Campo, Renate Weiser, Jan-Kees van Kampen, Echo Ho y Hannes Hoelzl, este ensamble se caracterizó por utilizar solo las bocinas de sus laptops durante los conciertos. Para este fin, PowerBooks UnPlugged desarrolló Republic, un sistema que permite la escritura de código a través de una red.
 Benoît and the Mandelbrots es una banda de laptops formada en el 2009 en Karlsruhe por Juan A. Romero, Patrick Borgeat, Matthias Schneiderbanger y Holger Ballweg, la cual utiliza el  live coding como estrategia para tocar en vivo.
BiLE es una banda de laptops establecida en Birmingham, trabajan bajo la dinámica de composición de piezas dedicadas al ensamble, sus integrantes asumen distintos roles en cada nuevo proyecto como el de compositor, diseñador de infraestructura y ejecutante.
En México la música por computadora en red ha tenido gran impacto. El Centro Multimedia del Centro Nacional de las Artes ha sido un punto neurálgico para su desarrollo, especialmente el Taller de Audio donde varios ensambles han trabajado bajo la dinámica de música interconectada. mU, formado en 2004 por Ernesto Romero, Ezequiel Netri y Eduardo Meléndez,  _RRR formado tras la desintegración de mU en 2008 por Ernesto Romero, Ezequiel Netri y Jaime Villareal y LiveCodeNet Ensamble formado en octubre de 2013 por Hernani Villaseñor, Katya Álvarez, Libertad Figueroa, Emilio Ocelotl, José Carlos Hasbun y Eduardo H Obieta.
Dentro de las universidades se formaron dos colectivos, en 2007 en la Universidad de Guanajuato Rorschach 3.0, que originalmente estuvo integrado por Benjamín Sánchez Lengeling, Paul León y Emmanuel Ontiveros, a quienes más tarde se integraron Thomas Sánchez Lengeling y Ricardo Duran. A su vez, en 2008 en la Escuela Nacional de Música de la UNAM se formó el colectivo Radiador con Alberto Cerro, Jaime Lobato, Mauro Herrera, Iván Esquinca y Fernando Lomelí como integrantes.
En Canadá Cybernetic Orchestra es una orquesta de laptops dirigida por David Ogborn, la cual tiene su sede en Hamilton, en la  Universidad McMaster. La orquesta realiza live coding e interpreta composiciones de sus miembros con software desarrollado por el propio Ogborn, como Estuary y Extramuros. A su vez, en la Universidad de Concordia se encuentra establecida CLOrk o Concordia Laptop Orchestra, la cual es dirigida por Eldad Tsabary.